# ایلان روبین
ایلان روبین (انگلیسی: Ilan Rubin زاده ۷ ژوئیهٔ ۱۹۸۸) خواننده، و طبل‌زن اهل ایالات متحده آمریکا است. وی از سال ۱۹۹۷ میلادی تاکنون مشغول فعالیت بوده است.